# Pure Prairie League
Pure Prairie League je americká countryrocková skupina. Kapela vznikla v roce 1970 a její původní sestavu tvořili zpěvák a kytarista Craig Fuller, bubeník Tom McGrail, kytarista George Powell, baskytarista Phil Stokes a kytarista Robin Suskind. Později skupinou prošlo několik dalších hudebníků. Jedním z pozdějších členů kapely byl také Vince Gill. Své první album s názvem Pure Prairie League kapela vydala roku 1972 a následovala řada dalších. Rozpadla se v roce 1988, ale později byla obnovena.